# Näverlidtjärnen
Näverlidtjärnen är en sjö i Vindelns kommun i Västerbotten och ingår i Umeälvens huvudavrinningsområde. Sjön har en area på 0,0512 kvadratkilometer och ligger 238,2 meter över havet. Näverlidtjärnen ligger i Vindelälven Natura 2000-område. Sjön avvattnas av vattendraget Krycklan.

## Delavrinningsområde
Näverlidtjärnen ingår i det delavrinningsområde (713548-169451) som SMHI kallar för Ovan Stormyrbäcken. Medelhöjden är 276 meter över havet och ytan är 21,33 kvadratkilometer. Det finns inga avrinningsområden uppströms utan avrinningsområdet är högsta punkten. Krycklan som avvattnar avrinningsområdet har biflödesordning 3, vilket innebär att vattnet flödar genom totalt 3 vattendrag innan det når havet efter 79 kilometer. Avrinningsområdet består mestadels av skog (78 procent). Avrinningsområdet har 0,25 kvadratkilometer vattenytor vilket ger det en sjöprocent på 1,2 procent.